# 瑞穂市立穂積中学校
瑞穂市立穂積中学校（みずほしりつ ほづみちゅうがっこう）は、岐阜県瑞穂市にある公立中学校。開設当時の名称は「瑞穂中学校」であり、現在の瑞穂市の名と偶然にも同じになっている。瑞穂とは「みずみずしい稲穂」という意味であり、この地域が豊かであるようにの願いがあるのだという。

## 所在地
- 岐阜県瑞穂市別府1888

## 沿革
- 1947年（昭和22年） - 本巣郡穂積村、本田村、牛牧村の3ヶ村の組合立中学校として、「組合立瑞穂中学校」が開設される。本校は穂積村立穂積小学校の建物の一部を使用し、本田村立本田小学校に本田分校を、牛牧村立牛牧小学校に牛牧分校を設置する。
- 1948年（昭和23年） - 穂積村が町制施行。穂積町になる。
- 1948年（昭和23年） - 現在地に校舎が完成し、生徒全員がこの校舎への通学となる。
- 1954年（昭和29年）11月3日 - 穂積町、本田村、牛牧村、生津村の一部（馬場、生津）が合併し、穂積町になる。瑞穂中学校は組合立から穂積町立に変更され、校名を町の名前と同じとし、穂積町立穂積中学校に改称する。
- 1961年（昭和36年） - 校舎（後の北舎）が完成する。
- 1965年（昭和40年） - 体育館が岐阜国体のバレーボール大会会場（雨天時用）となる。
- 1972年（昭和47年） - 技術棟、校舎（南舎）が完成する。
- 1976年（昭和51年） - 台風17号の集中豪雨により浸水（9.12水害）。4日間臨時休校となる。
- 1984年（昭和59年） - 穂積町立穂積北中学校を分離する。
- 1988年（昭和63年） - 新体育館が完成する。
- 2003年（平成15年）5月1日 - 穂積町と巣南町が合併し瑞穂市が発足。同時に瑞穂市立穂積中学校に改称する。
- 2010年（平成22年） - 新校舎が完成する。北舎を解体する。

## 通学区域[1]
- 別府
- 穂積
- 稲里
- 只越（富士山、富士山道下、城屋敷道下、城屋敷1340番1、城屋敷1340番3、城屋敷1340番5から1340番8、松原1004番1、松原1005番1）
- 十九条
- 牛牧
- 野田新田
- 野白新田
- 祖父江
- 宝江
- 東結
- 犀川

## 進学前小学校
- 穂積小学校
- 牛牧小学校

## 交通機関
- 東海道本線 穂積駅より徒歩15分

## 著名な出身者
- Sano ibuki[2]